# 于家务清真寺
于家务清真寺，位于北京市通州区永乐店镇于家务村，是一座伊斯兰教清真寺。

## 简介
1985年9月，通县人民政府将于家务清真寺公布为通县文物保护单位（现为通州区文物保护单位）。于家务清真寺在于家务村内，始建于明朝，清朝重修。
2013年伊斯兰教斋月，北京市伊斯兰教协会启动“北京市阿訇斋月卧尔兹巡回演讲”活动，朝阳区南下坡清真寺白宇阿訇到于家务清真寺进行了“卧尔兹”演讲。
该寺建筑为东向一进院落，带北跨院。主要建筑有：
- 山门：文革期间拆除，20世纪末按原貌修复。
- 礼拜殿：面阔三间，进深六间，勾连搭四卷，大式作法，彻上明造。窑殿是四角攒尖重檐顶，黑琉璃宝瓶，绿琉璃垂脊，黄琉璃走兽。
- 南、北讲堂：各三间，次间吞廊。
- 井亭：北跨院内有一座六角攒尖顶井亭，每面设有隔扇门窗。[1]